# Dirk Powell

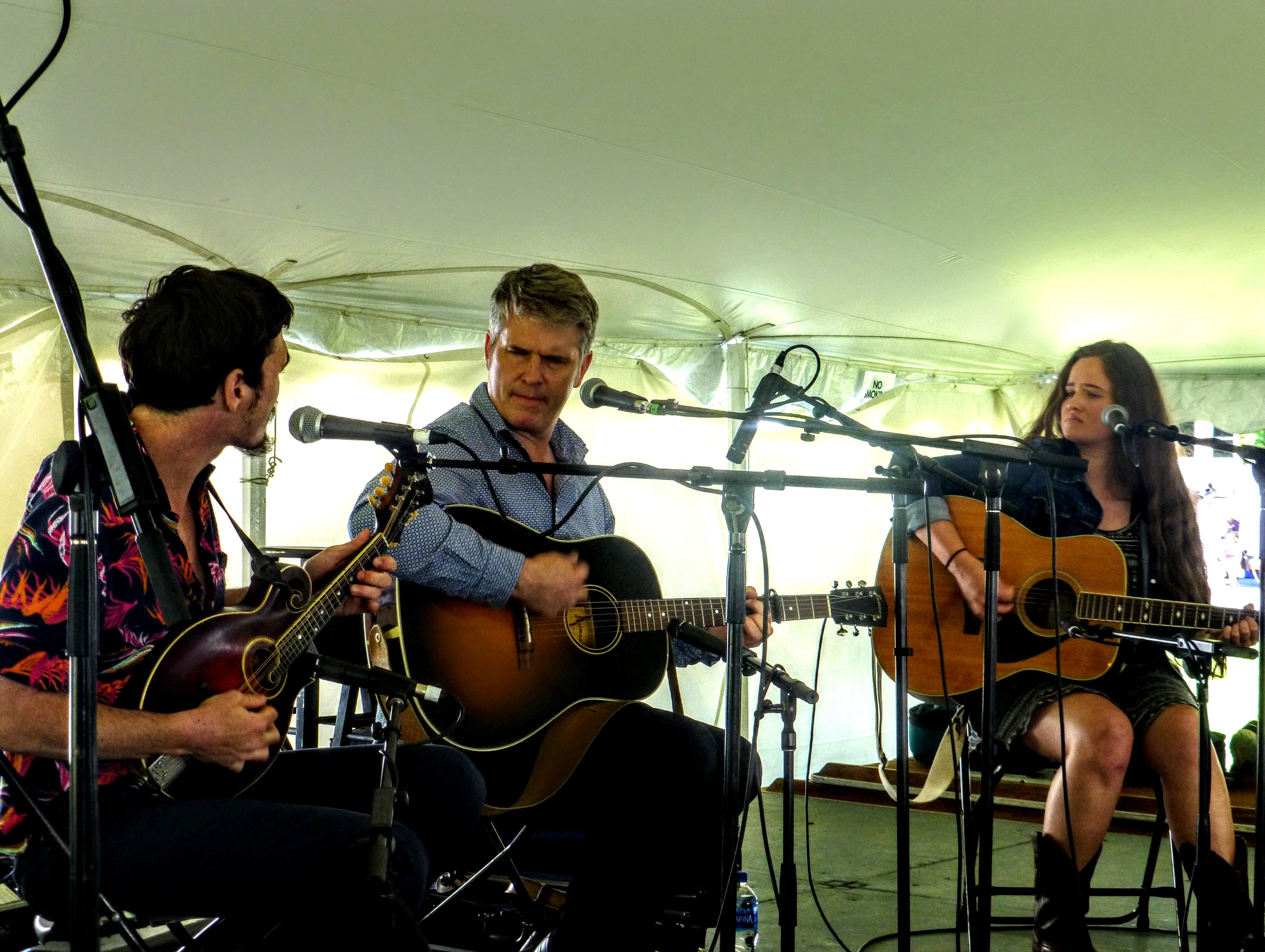
Dirk Powell (Mitte) mit seiner Tochter Amelia Powell und Ric Robertson beim MerleFest 2019 in Wilkesboro

Dirk Powell (* 1969) ist ein US-amerikanischer Fiddle-, Banjo- und Akkordeonspieler, Musikpädagoge und Komponist. Er gilt als einer der weltweit führenden Experten für den appalachischen Stil des Banjo- und Fiddlespiels der Old-Time Music.

## Leben
Powell lernte als Kind von seinem Vater Gitarre zu spielen und von seinem Großvater Banjo und Fiddle; achtjährig lernte er Klavier und zehnjährig Cembalo. Sein Großvater machte ihn mit der traditionellen Musik der Appalachen bekannt, die er bald professionell spielte. Beim Folk-Festival in West Virginia 1989 lernte er Dewey Balfa kennen und entdeckte die Cajun-Musik für sich. Nach Balfas Tod 1992 gründete er mit dessen Töchtern Nelda und Christine Balfa die Gruppe Balfa Toujours, die fünf Alben einspielte. Christine Balfa wurde später seine Frau. Mit ihr bekam er zwei Töchter.
Mit Bruce Molsky und Rafe Stefanini gründete er zudem 1990 das Fiddler-Trio L-7s. Nachdem er 1994 den Mulate’s Accordion Contest gewonnen hatte, begann Powell Akkordeon zu unterrichten und drehte zwei Lehrvideos über das Spiel des Cajun-Akkordeons. Als Fiddler und Banjospieler nahm er sein Debütalbum If I Go Ten Thousand Miles auf, dem 1999 Hand Me Down folgte. Daneben tourte er mit Musikern wie Eric Clapton, Joan Baez, Rhiannon Giddens, Linda Ronstadt, Jack White und Loretta Lynn und trat in  Riverdance – The Show und dem Dokumentarfilm The Irish Empire der BBC auf. Als Filmmusikkomponist und Musiker wirkte er an mehreren Dokumentar- und Spielfilmen, wie z. B. Ang Lees Ride with the Devil, Anthony Minghellas Unterwegs nach Cold Mountain (Cold Mountain) und Bertrand Taverniers Mord in Louisiana (In the Electric Mist), mit.

## Diskografie (Solo-Alben)
- 1996: If I Go Ten Thousand Miles, Rounder Records
- 1999: Hand Me Down, Rounder Records
- 2004: Time Again, Rounder Records
- 2014: Walking Through Clay, Sugar Hill Records
- 2020: When I Wait For You, Vertical Records